# Cherry Bomb (album)
Pour les articles homonymes, voir Cherry Bomb.
Albums de Tyler, The Creator
Wolf
(2013) Flower Boy
(2017)
Singles
1. Fucking Young / Perfect
Sortie : 9 avril 2015
2. Deathcamp
Sortie : 9 avril 2015

Cherry Bomb est le troisième album studio de Tyler, The Creator, sorti le 13 avril 2015.
Entièrement produit par Tyler, The Creator, cet album comprend des featurings de Schoolboy Q, Charlie Wilson, Kali Uchis, Kanye West, Lil Wayne et Pharrell Williams.
À la surprise générale, la sortie de l'opus a été annoncée par le rappeur le 9 avril 2015 avec la diffusion de deux titres, Fucking Young / Perfect  et Deathcamp. Le même jour, le magazine Rap-Up indique qu'une tournée pour la promotion de Cherry Bomb débutera le 11 avril 2015 au  festival de Coachella et se terminera le 13 septembre 2015 à Tokyo.

## Liste des titres
| No  | Titre                                                                          | Auteur                                 | Contient un (des) sample(s) de                                                                      | Durée |
| --- | ------------------------------------------------------------------------------ | -------------------------------------- | --------------------------------------------------------------------------------------------------- | ----- |
| 1.  | Deathcamp                                                                      | Tyler Okonma, H. Weems                 | Why Can't There Be Love de Dee Edwards                                                              | 3:09  |
| 2.  | Buffalo                                                                        | Okonma                                 | Shake Your Booty de Bunny Sigler Eenie, Meenie, Miny, Moe (Traditionnel) Peter Piper (Traditionnel) | 2:39  |
| 3.  | Pilot                                                                          | Okonma                                 | | 3:29  |
| 4.  | Run                                                                            | Okonma                                 | | 1:09  |
| 5.  | Find Your Wings                                                                | Okonma                                 | | 2:59  |
| 6.  | Cherry Bomb                                                                    | Okonma                                 | | 4:29  |
| 7.  | Blow My Load                                                                   | Okonma                                 | | 3:10  |
| 8.  | 2Seater                                                                        | Okonma                                 | | 6:49  |
| 9.  | The Brown Stains of Darkeese Latifah Part 6–12 (Remix) (featuring Schoolboy Q) | Okonma, Quincy Hanley                  | | 3:11  |
| 10. | Fucking Young / Perfect (featuring Charlie Wilson, Kali Uchis et Syd)          | Okonma                                 | | 6:41  |
| 11. | Smuckers (featuring Kanye West et Lil Wayne)                                   | Okonma, Kanye West, Dwayne Carter, Jr. | Metropolis Notte de Gabriele Ducros                                                                 | 5:34  |
| 12. | Keep Da O's (featuring Pharrell Williams)                                      | Okonma                                 | | 4:08  |
| 13. | Okaga, CA                                                                      | Okonma                                 | | 6:37  |

| 14. | Yellow | 2:57 |